# Bernardo Ochoa
Bernardo Ochoa Arismendy (Barbosa, Antioquia; 14 de agosto de 1926-Medellín, 25 de diciembre de 2016) fue un médico pediatra y cirujano colombiano. Fue el descubridor del Síndrome de Ochoa.

## Biografía
Bernardo Ochoa nació en Barbosa, Antioquia; donde se trasladó a Medellín a estudiar medicina en la Universidad de Antioquia en 1948. Se profundizo dentro su carrera en cirugía general, cirugía y urología pediátrica en la Universidad de Harvard Bernardo Ochoa realizó su tesis sobre la difteria donde se instruyó en la especialidad en pediatra y cirugía infantil. En Rionegro hizo su atención en el sector rural. También fue docente de la Universidad de Antioquia entre 1957 y 1996. Fue decano de la facultad de medicina en la Universidad de Antioquia.
Investigando ese y otros casos posteriores, y en compañía del genetista Rafael Elejalde, en 1979 se presentó al mundo el Síndrome de Ochoa que, como descubrieron, consiste en una inversión de la mímica facial, producida por una lesión en la sustancia reticular del tallo cerebral. Fue gracias a ese trabajo que, en 1990, se convirtió en profesor invitado del Congreso Americano de Pediatría. Falleció en Medellín el 25 de diciembre de 2016 a los 90 años de edad.